# Hvizdearnea, Dzerjînsk
Hvizdearnea (în ucraineană Гвіздярня) este un sat în comuna Sadkî din raionul Dzerjînsk, regiunea Jîtomîr, Ucraina.

## Demografie
Componența lingvistică a localității Hvizdearnea
     Ucraineană (95,67%)
     Rusă (2,88%)
     Alte limbi (0,96%)
Conform recensământului din 2001, majoritatea populației localității Hvizdearnea era vorbitoare de ucraineană (95,67%), existând în minoritate și vorbitori de rusă (2,88%).